# Pipizella viduata
Pipizella viduata là một loài ruồi trong họ Ruồi giả ong (Syrphidae). Loài này được Linnaeus mô tả khoa học đầu tiên năm 1758. Pipizella viduata phân bố ở vùng Cổ Bắc giới (Đan Mạch)